# Bahnhof Tenryūkyō
Der Bahnhof Tenryūkyō (jap. 天竜峡駅, Tenryūkyō-eki) ist ein Bahnhof auf der japanischen Insel Honshū, betrieben von der Bahngesellschaft JR Central. Er befindet sich in der Präfektur Nagano auf dem Gebiet der Stadt Iida.

## Beschreibung
Tenryūkyō ist ein Zwischenbahnhof an der von JR Central betriebenen Iida-Linie, die Toyohashi mit Iida und Tatsuno verbindet. Zweimal täglich verkehrt der Schnellzug Inaji (伊那路) von Toyohashi nach Iida und zurück, dabei hält er jeweils auch in Tenryūkyō. Im Regionalverkehr werden in Richtung Toyohashi 13 Züge angeboten. In Richtung Iida und Tatsuno verkehren die Züge in der Regel im Stundentakt, wobei einzelne bis nach Okaya an der Chūō-Hauptlinie durchgebunden werden.
Der Bahnhof steht im Stadtteil Kawaji am südlichen Ende des Ina-Beckens, am rechten Ufer des Flusses Tenryū. Benannt ist er nach der Tenryūkyō-Schlucht, die hier beginnt und ein beliebtes Ziel für Touristen ist. Ebenso befinden sich in der Nähe mehrere Onsen. Die Anlage ist von Süden nach Norden ausgerichtet und besitzt drei Gleise, die alle dem Personenverkehr dienen. Sie liegen am Hausbahnsteig und einem überdachten Mittelbahnsteig; letzterer ist über einen Niveauübergang mit dem Empfangsgebäude an der Westseite verbunden. Nördlich des Bahnhofs gibt es zwei Abstellgleise.

## Geschichte

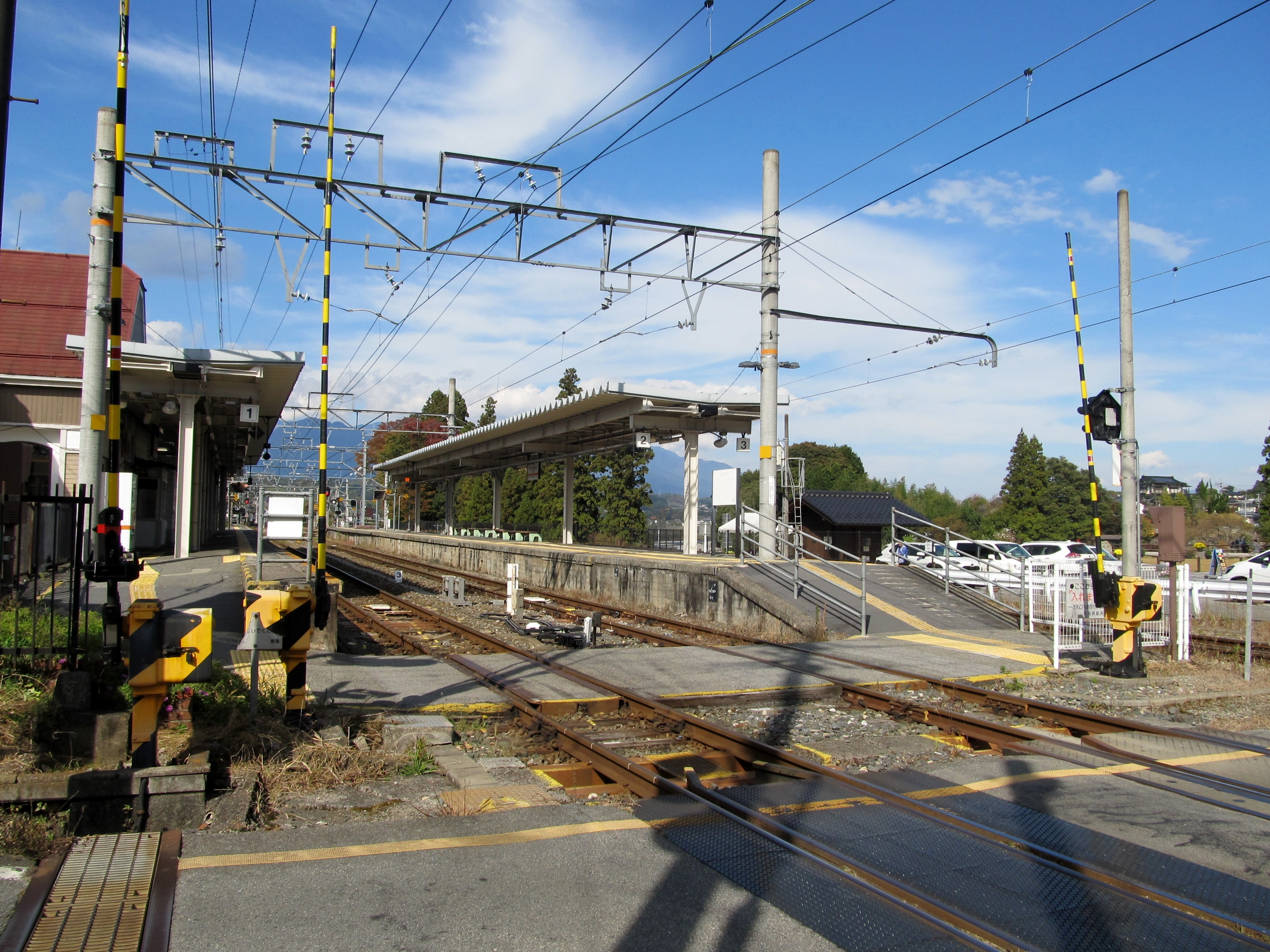
Bahnsteig

Die Bahngesellschaft Ina Denki Tetsudō eröffnete am 26. Dezember 1927 den von Dashina bis hierhin führenden Abschnitt. Damit war die Strecke von Tatsuno bis zum entgegengesetzten Ende des Ina-Beckens vollendet und der Bahnhof Tenryūkyō blieb zunächst fast fünf Jahre lang Endstation. Eine andere Bahngesellschaft, die Sanshin Tetsudō, setzte den Streckenbau durch den gebirgigen Teil des Tenryū-Tales fort. Sie nahm am 30. Oktober 1932 den Abschnitt zwischen Tenryūkyō und Kadoshima in Betrieb. Nochmals fünf Jahre später war die durchgehende Verbindung Toyohashi–Tatsuno fertiggestellt. Allerdings musste in Tenryūkyō nicht nur im Regional-, sondern auch im Fernverkehr weiterhin umgestiegen werden. Grund dafür war die unterschiedliche Fahrdrahtspannung (1200 V im Norden, 1500 V im Süden).
Am 1. August 1943 wurden die Bahnanlagen beider Unternehmen verstaatlicht und bildeten von nun an einen Teil der durchgehenden Iida-Linie. Für den Betrieb war das Eisenbahnministerium verantwortlich, ab 1949 die Japanische Staatsbahn. Mit der Erhöhung der Fahrdrahtspannung nördlich von Tenryūkyō konnte im April 1955 das Umsteigen entfallen. Aus Kostengründen stellte die Staatsbahn am 1. Dezember 1971 den Güterumschlag ein, am 14. März 1985 auch die Gepäckaufgabe. Im Rahmen der Staatsbahnprivatisierung ging der Bahnhof am 1. April 1987 in den Besitz der neuen Gesellschaft JR Central über. Das heutige Empfangsgebäude stammt aus dem Jahr 1990.